# Displàsia de maluc
|  | Per a altres significats, vegeu «Displàsia de maluc canina». |

La displàsia de maluc o displàsia acetabular és una malaltia que afecta l'articulació del maluc, que connecta el fèmur amb la pelvis.
Es caracteritza per una mala alineació o un desenvolupament anormal dels ossos i els cartílags que formen l'articulació, provocant dolor, inflamació i dificultat per moure's. La displàsia de maluc pot ser congènita o adquirida. La forma congènita té una incidència d'entre 1 i 2% dels naixements. Els factors de risc inclouen la genètica, el sexe (és més freqüent en les dones), l'edat (és més freqüent en els nens i les persones grans) i l'obesitat. La displàsia de maluc pot causar complicacions com l'artrosi, la necrosi avascular del cap del fèmur o la luxació del maluc. El diagnòstic es basa en l'examen físic, les radiografies i altres proves d’imatge. El tractament depèn de la gravetat dels símptomes i pot incloure medicaments antiinflamatoris, fisioteràpia, infiltracions o cirurgia. L'objectiu del tractament és millorar la funció i la qualitat de vida del pacient, així com prevenir o retardar el deteriorament de l’articulació.